# Цезальпиния ежовая
Цезальпи́ния ежо́вая, или Цезальпиния шипова́тая, или Фернамбуковое дерево, или Пау-бразил (лат. Caesalpinia echinata) — вид древесных растений из рода Цезальпиния подсемейства Цезальпиниевые семейства Бобовые. Существует мнение, что Бразилия была так названа португальцами именно по причине открытия на её побережье этого растения.

## Название
Видовой эпитет научного названия вида, echinata (от греческого echinos — ёж), объясняется острыми наростами на стволе дерева.
В русскоязычной литературе встречается множество названий этого растения: бразильское красное дерево, красный сандал, пау-бразил, пернамбук, пернамбуко, пернамбуковое дерево, фернамбук, фернамбуко, фернамбуковое дерево, цезальпиния ежовая, цезальпиния колючая, цезальпиния шиповатая.
С этим растением, по одной из версий, связано и происхождение названия Бразилии. Когда португальцы обнаружили это дерево в Южной Америке, они решили, что нашли место, откуда арабские торговцы брали так называемый бразил (порт. brasil, от португальского слова brasa — «жар», «раскалённые угли») — древесину, которая попадала в Европу уже с XII века и использовалась для приготовления красок, а также для изготовления мебели и музыкальных инструментов. Территория, которая сначала обозначалась на картах как Земля Истинного Креста (порт. Terra do Vera Cruz), а затем как Земля Святого Креста (порт. Terra do Santa Cruz), стала вскоре называться Terra do Brasil. В действительности же арабы поставляли в Европу древесину другого растения — саппана (современное научное название — Caesalpinia sappan), распространённого в Ост-Индии (в первую очередь в Малайзии) и родственного виду, открытому в Южной Америке.

## Распространение
Ареал вида ограничен территорией нескольких бразильских штатов: Баия, Пернамбуку, Рио-де-Жанейро, Эспириту-Санту. В дикой природе фернамбуковые деревья стали очень редкими из-за активной вырубки. Растение повсеместно культивируется на востоке Бразилии.

## Биологическое описание
Цезальпиния ежовая — дерево высотой до тридцати метров с прямым колючим стволом. Древесина в свежем срезе имеет буроватую окраску, на воздухе становится красной.
Листья дважды-перисто-сложные.
Цветки почти правильные, душистые, собраны в кистях. Чашечка зелёная, из пяти чашелистиков, из которых один, нижний, вогнут; венчик жёлтый, из пяти лепестков. В цветке — десять свободных тычинок. Завязь верхняя.
Плоды — продолговатые бобы с шипами.
|                                                                                 |  |  |
| Слева направо: острые наросты на стволе; листья; цветки, на которых сидит пчела |  |  |

## Использование
До начала XX века это дерево очень ценилось как источник сырья для получения тёмно-красного красителя, применявшегося для окраски тканей (особенно элитных тканей).
Растение — источник ценной древесины.
Древесина дерева считается одной из лучших для изготовления смычков для струнных инструментов, а также дирижёрских палочек. Профессиональный смычок требует от дерева, из которого он изготовлен, ценных качеств, редко присутствующих в одной породе древесины. Такие качества, как твёрдость и лёгкость, соединённые с эластичностью материала, присутствуют именно у фернамбукового дерева.

## Таксономия
Caesalpinia echinata Lam. Encyclopédie Méthodique, Botanique 1(2): 461. 1785.
| отдел Цветковые, или Покрытосеменные (классификация согласно Системе APG II) |                                         |                             |                             |                             |                                                                     |                             |                             |                             |                                                     |                             |                             |                       | |                       |                       |                       |                                                      |                       |                       |  | |  |
|                                                                              | порядок Бобовоцветные                   | порядок Бобовоцветные       | порядок Бобовоцветные       | порядок Бобовоцветные       | порядок Бобовоцветные                                               | порядок Бобовоцветные       | порядок Бобовоцветные       | порядок Бобовоцветные       | порядок Бобовоцветные                               | порядок Бобовоцветные       | порядок Бобовоцветные       | порядок Бобовоцветные | порядок Бобовоцветные                                                                                                  | порядок Бобовоцветные | порядок Бобовоцветные | порядок Бобовоцветные | порядок Бобовоцветные                                | порядок Бобовоцветные | порядок Бобовоцветные |  | ещё 44 порядка цветковых растений, из которых к бобовоцветным наиболее близки Бересклетоцветные, Букоцветные, Кисличноцветные, Мальпигиецветные, Розоцветные и Тыквоцветные |  |
|                                                                              | семейство Бобовые                       | семейство Бобовые           | семейство Бобовые           | семейство Бобовые           | семейство Бобовые                                                   | семейство Бобовые           | семейство Бобовые           | семейство Бобовые           | семейство Бобовые                                   | семейство Бобовые           | семейство Бобовые           | семейство Бобовые     | семейство Бобовые | семейство Бобовые     | семейство Бобовые     |                       | ещё три семейства: Истодовые, Квилаховые, Суриановые |                       |                       |  | ещё 44 порядка цветковых растений, из которых к бобовоцветным наиболее близки Бересклетоцветные, Букоцветные, Кисличноцветные, Мальпигиецветные, Розоцветные и Тыквоцветные |  |
|                                                                              | подсемейство Цезальпиниевые             | подсемейство Цезальпиниевые | подсемейство Цезальпиниевые | подсемейство Цезальпиниевые | подсемейство Цезальпиниевые                                         | подсемейство Цезальпиниевые | подсемейство Цезальпиниевые | подсемейство Цезальпиниевые | подсемейство Цезальпиниевые                         | подсемейство Цезальпиниевые | подсемейство Цезальпиниевые |                       | ещё два подсемейства: Мимозовые (в том числе Акация, Мимоза) и Мотыльковые (в том числе Бобы, Горох, Клитория, Фасоль) |                       |                       |                       | ещё три семейства: Истодовые, Квилаховые, Суриановые |                       |                       |  | ещё 44 порядка цветковых растений, из которых к бобовоцветным наиболее близки Бересклетоцветные, Букоцветные, Кисличноцветные, Мальпигиецветные, Розоцветные и Тыквоцветные |  |
|                                                                              | триба Цезальпиниевые                    | триба Цезальпиниевые        | триба Цезальпиниевые        | триба Цезальпиниевые        | триба Цезальпиниевые                                                | триба Цезальпиниевые        | триба Цезальпиниевые        |                             | ещё три трибы: Детариевые, Кассиевые и Багряниковые |                             |                             |                       | ещё два подсемейства: Мимозовые (в том числе Акация, Мимоза) и Мотыльковые (в том числе Бобы, Горох, Клитория, Фасоль) |                       |                       |                       | ещё три семейства: Истодовые, Квилаховые, Суриановые |                       |                       |  | ещё 44 порядка цветковых растений, из которых к бобовоцветным наиболее близки Бересклетоцветные, Букоцветные, Кисличноцветные, Мальпигиецветные, Розоцветные и Тыквоцветные |  |
|                                                                              | род Цезальпиния                         | род Цезальпиния             | род Цезальпиния             |                             | ещё более 50 родов (в том числе Гимнокладус, Гледичия, Эритрофлеум) |                             |                             |                             | ещё три трибы: Детариевые, Кассиевые и Багряниковые |                             |                             |                       | ещё два подсемейства: Мимозовые (в том числе Акация, Мимоза) и Мотыльковые (в том числе Бобы, Горох, Клитория, Фасоль) |                       |                       |                       | ещё три семейства: Истодовые, Квилаховые, Суриановые |                       |                       |  | ещё 44 порядка цветковых растений, из которых к бобовоцветным наиболее близки Бересклетоцветные, Букоцветные, Кисличноцветные, Мальпигиецветные, Розоцветные и Тыквоцветные |  |
|                                                                              | Цезальпиния ежовая и ещё около 70 видов |                             |                             |                             | ещё более 50 родов (в том числе Гимнокладус, Гледичия, Эритрофлеум) |                             |                             |                             | ещё три трибы: Детариевые, Кассиевые и Багряниковые |                             |                             |                       | ещё два подсемейства: Мимозовые (в том числе Акация, Мимоза) и Мотыльковые (в том числе Бобы, Горох, Клитория, Фасоль) |                       |                       |                       | ещё три семейства: Истодовые, Квилаховые, Суриановые |                       |                       |  | ещё 44 порядка цветковых растений, из которых к бобовоцветным наиболее близки Бересклетоцветные, Букоцветные, Кисличноцветные, Мальпигиецветные, Розоцветные и Тыквоцветные |  |
|                                                                              |                                         |                             |                             |                             | ещё более 50 родов (в том числе Гимнокладус, Гледичия, Эритрофлеум) |                             |                             |                             | ещё три трибы: Детариевые, Кассиевые и Багряниковые |                             |                             |                       | ещё два подсемейства: Мимозовые (в том числе Акация, Мимоза) и Мотыльковые (в том числе Бобы, Горох, Клитория, Фасоль) |                       |                       |                       | ещё три семейства: Истодовые, Квилаховые, Суриановые |                       |                       |  | ещё 44 порядка цветковых растений, из которых к бобовоцветным наиболее близки Бересклетоцветные, Букоцветные, Кисличноцветные, Мальпигиецветные, Розоцветные и Тыквоцветные |  |
|                                                                              |                                         |                             |                             |                             |                                                                     |                             |                             |                             | ещё три трибы: Детариевые, Кассиевые и Багряниковые |                             |                             |                       | ещё два подсемейства: Мимозовые (в том числе Акация, Мимоза) и Мотыльковые (в том числе Бобы, Горох, Клитория, Фасоль) |                       |                       |                       | ещё три семейства: Истодовые, Квилаховые, Суриановые |                       |                       |  | ещё 44 порядка цветковых растений, из которых к бобовоцветным наиболее близки Бересклетоцветные, Букоцветные, Кисличноцветные, Мальпигиецветные, Розоцветные и Тыквоцветные |  |
|                                                                              |                                         |                             |                             |                             |                                                                     |                             |                             |                             |                                                     |                             |                             |                       | ещё два подсемейства: Мимозовые (в том числе Акация, Мимоза) и Мотыльковые (в том числе Бобы, Горох, Клитория, Фасоль) |                       |                       |                       | ещё три семейства: Истодовые, Квилаховые, Суриановые |                       |                       |  | ещё 44 порядка цветковых растений, из которых к бобовоцветным наиболее близки Бересклетоцветные, Букоцветные, Кисличноцветные, Мальпигиецветные, Розоцветные и Тыквоцветные |  |
|                                                                              |                                         |                             |                             |                             |                                                                     |                             |                             |                             |                                                     |                             |                             |                       | |                       |                       |                       | ещё три семейства: Истодовые, Квилаховые, Суриановые |                       |                       |  | ещё 44 порядка цветковых растений, из которых к бобовоцветным наиболее близки Бересклетоцветные, Букоцветные, Кисличноцветные, Мальпигиецветные, Розоцветные и Тыквоцветные |  |
|                                                                              |                                         |                             |                             |                             |                                                                     |                             |                             |                             |                                                     |                             |                             |                       | |                       |                       |                       |                                                      |                       |                       |  | ещё 44 порядка цветковых растений, из которых к бобовоцветным наиболее близки Бересклетоцветные, Букоцветные, Кисличноцветные, Мальпигиецветные, Розоцветные и Тыквоцветные |  |
|                                                                              |                                         |                             |                             |                             |                                                                     |                             |                             |                             |                                                     |                             |                             |                       | |                       |                       |                       |                                                      |                       |                       |  | |  |

## Комментарии
1. ↑  Название «красный сандал» также может относиться к сандаловому дереву (Pterocarpus santalinus) и аденантере павлиньей (Adenanthera pavonina).